# Thomas Hodgkin
Thomas Hodgkin (Londres, 17 de agosto de 1798-Tel Aviv, 5 de abril de 1866) fue un médico británico, considerado uno de los más prominentes patólogos de su tiempo y pionero en la medicina preventiva. Fue la primera persona en describir la enfermedad de Hodgkin, una especie de linfoma, en 1832.